# Koronópoulo (ort i Grekland)
Koronópoulo är en ort i Grekland.   Den ligger i prefekturen Nomós Prevézis och regionen Epirus, i den västra delen av landet, 300 km nordväst om huvudstaden Aten. Koronópoulo ligger 36 meter över havet och antalet invånare är 216.
Terrängen runt Koronópoulo är kuperad åt nordost, men åt sydväst är den platt.Runt Koronópoulo är det ganska glesbefolkat, med 34 invånare per kvadratkilometer. Närmaste större samhälle är Kanaláki, 5,4 km sydost om Koronópoulo. == Kommentarer ==
1. ↑  Framräknat ur variansen i alla höjduppgifter (DEM 3") från Viewfinder Panoramas, inom 10 km radie.[2] Mer om algoritmen finns här: Användare:Lsjbot/Algoritmer.